# Pantalla
|  | Per a altres significats, vegeu «Pantalla (desambiguació)». |

Una pantalla és una superfície plana i llisa col·locada amb l'objectiu de recollir llum que projecta imatges o ombres. Certament, es tracta d'un concepte antic, però aquesta paraula, segons el Diccionari Català-Valencià-Balear, es va incorporar a la llengua catalana a través del castellà, sembla que durant el segle xx. Tanmateix, és molt probable que l'origen de la paraula pantalla sigui català, encara que s'hagi format en el si del castellà. Seria una combinació de les paraules pàmpol i ventalla. Una altra hipòtesi la faria derivada del mot grec πάν (pan), que vol dir tot, i el verb tallar. Sembla que és una paraula que comparteixen el català, el castellà i el gallec. Vingui d'on vingui, ha esdevingut inqüestionablement molt emprada per un ampli ventall de conceptes. Alguns d'aquests són aparells nous que recorden la pantalla del cinema. També s'ha utilitzat per a tot allò que s'interposa a una altra cosa, com ara el pàmpol del llum o qualsevol mampara, i fins i tot es pot referir a una persona que encobreix una altra.